# Чайликуль
Чайликуль — озеро в Башкортостане, в Кармаскалинском районе, в пойме Белой, у деревни Старые Киешки. Рядом расположено ряд мелких озёр, чуть далее к озеро Киешки — памятник природы, описанный Аксаковым в мемуарах «Детские годы Багрова-внука». Возле восточного и южного берега Чайликуля проходит дорога на деревню Старые Киешки. Когда именовалась она Сергеевка, была в владениях Аксаковых, и в поместье провёл детство Сергей Тимофеевич Аксаков.